# Raja Taring
Raja Taring ou Tsotra Namgyal (1878-1942) (tibétain : ཕྲེང་རིང ; གཙོ་གྲག་རྣམ་རྒྱལ ; Wylie : phreng ring; gtso grag rnam rgyal) est un prince du Sikkim et un homme politique tibétain. Il a vécu à Taring, près de Gyantsé dans le Tibet central.

## Famille
Il a eu trois fils, Jigmé, Chhime et Namgyal (aussi appelé George), respectivement premier, second et troisième fils. Il a eu aussi quatre filles qui se sont mariées respectivement à Ragashar, Kyibu II et Numa, la 4e était une nonne. Une de ses filles, Kunsang Dechen, s'est mariée à Kunchok Gyaltsen, fils aîné de Lhalu Tsewang Dorjé et Lhalu Sonam Dekyi.
Son fils Rigzin Namgyal né à Taring en 1929, aussi appelé George Taring, s'est marié à Tseyang, ou Tsering Yangzom dite Betty-la, fille de Dasang Damdul Tsarong.

## Carrière
Fils de Thutob Namgyal, le maharadja du Sikkim, il est le frère ainé Sidkeong Tulku Namgyal et le demi-frère de Tashi Namgyal. Le titre de râja lui a été conféré en 1922 par le gouvernement de l'Inde britannique.
Il était l'héritier du trône du maharadja du Sikkim, mais avait dû se réfugier au Tibet en 1890 après un désaccord avec les Britanniques au sujet de leur politique au Sikkim à la suite de leur entrée dans l’État himalayen. Le gouvernement tibétain lui accorda l’asile, le titre de rimshi et une propriété importante connue sous le nom de Taring.
Raja Taring était un fonctionnaire de 4e rang du gouvernement du Tibet, mais confiait ses obligations à Lhassa à la direction de son fils Jigmé.
Fosco Maraini se rendit à Taring et rencontra Raja Taring lors de sa première expédition au Tibet en 1937.